# 6458 Nouda
6458 Nouda (1992 TD1) là một tiểu hành tinh vành đai chính được phát hiện ngày 2 tháng 10 năm 1992 bởi T. Seki ở Geisei.